# Дуб звичайний (1 дерево, Залісся, квартал 29)
«Дуб звича́йний (1 дерево)» — ботанічна пам'ятка природи місцевого значення в Україні.
Зростає у кварталі 29 виділі 5 лісового урочища «Коропець» Коропецького лісництва поблизу с. Залісся Монастириського району Тернопільської області.
Дуб оголошений об'єктом природно-заповідного фонду рішенням Тернопільської обласної ради від 18 березня 1994 року.
Перебуває у віданні ДП «Бучацьке лісове господарство».
Площа — 0,01 га. Під охороною — одне дерево дуба черешчатого віком понад 95 років, діаметром 60 см і висотою 30 м, що має господарську, наукову та естетичну цінність. Служить насіннєвою базою для заготівлі живців і насіння.